# Orthophytum pseudovagans
Orthophytum pseudovagans är en gräsväxtart som beskrevs av Elton Martinez Carvalho Leme och L.Kollmann. Orthophytum pseudovagans ingår i släktet Orthophytum och familjen Bromeliaceae. Inga underarter finns listade i Catalogue of Life.